# Pyramid Pond
Pyramid Pond är en sjö i Antarktis. Den ligger i Östantarktis. Nya Zeeland gör anspråk på området. Pyramid Pond ligger 498 meter över havet.